# Eboardmuseum
Het Eboardmuseum is een museum in Klagenfurt, Oostenrijk. Het is gewijd aan  elektronische toetsinstrumenten.

## Collectie
De collectie bestaat uit rond 1.800 objecten en er wordt onder meer ingegaan op de geschiedenis van elektronische toetsinstrumenten. Er worden oude en nieuwe instrumenten getoond, zoals het  Hammondorgel A uit 1935 tot en met de nieuwste modellen synthesizers. Verschillende instrumenten in het museum worden geopend getoond, zodat de bezoeker onderdelen kan bestuderen.
Onder de instrumenten bevinden zich verder bijvoorbeeld elektronische orgels, een elektromechanische piano's zoals de wurlizer, mellotron's, leslieboxen, drumcomputers, samplers en meer. Ook wordt ingegaan op de ontwikkeling van elektrische toetsinstrumenten met snaren, zoals de Hohner Clavinet en de Fender Rhodes. Hiervan zijn ook prototypes aanwezig in het museum.

## Geschiedenis
Gert Prix, de leadzanger en oprichter van de "Udo Tribute Band", richtte het museum in 1987 op als Keyboardmuseum. In 2003 wijzigde hij de naam naar Eboardmuseum om het karakter van het museum te beperken tot elektronische toetsinstrumenten. Klassieke  accordeons of piano's worden bijvoorbeeld niet in het museum getoond.
Sinds 2007 is het museum gevestigd in een hal van 1.700 m² die zuidelijk van het beursgebouw van Klagenfurt staat. Het museum presenteert zich als het grootste keyboardmuseum van Europa.

## Galerij
| Hammondorgel BA |  | Geopend keyboard |
| Hammondorgel BA |  | Geopend keyboard |